# Andreas-Hermes-Platz
Der Andreas-Hermes-Platz in Hannover ist ein Fußgängerplatz im Süden der Oststadt von Hannover, in unmittelbarer Nähe zum Hauptbahnhof. Er wird im Norden vom Kulturzentrum Pavillon und der Weißekreuzstraße, im Osten von der DZ Bank, im Süden von der Berliner Allee und Raschplatzhochstraße sowie im Westen von der Lister Meile begrenzt. Da im Unterführungsbereich zum Hauptbahnhof ein nahtloser Übergang zu dem im benachbarten Stadtteil Mitte gelegenen Raschplatz erfolgt, wird die Südwestecke des Platzes sowohl umgangssprachlich als auch in der Presseberichterstattung manchmal ebenso dem Raschplatz zugeordnet.
Mit dem Namen des Platzes wird an den während des Nationalsozialismus im Widerstand tätigen Politiker Andreas Hermes erinnert.
Der heutige Platz entstand im Zuge des Neubaus des Kulturzentrums Pavillon auf der Fläche des früheren Gerichtsgefängnisses von Hannover. An dieses Gefängnis, in dem auch viele Gegner des Nationalsozialismus inhaftiert waren, erinnert das im Westen des Platzes gelegene Mahnmal Gerichtsgefängnis Hannover, das von Hans-Jürgen Breuste geschaffen wurde.
Ebenfalls im Westen, im terrassenförmig gestalteten Abgang zur Unterführung in Richtung Hauptbahnhof, befindet sich die von Rolf Szymanski gestaltete Skulpturengruppe Die Frauen von Messina. Dieser Teil des Platzes wird regelmäßig auch von Parkour-Sportlern genutzt. Die Seitenwände wurden 2016 durch Graffitikünstler in Trompe-l’œil-Technik gestaltet. In der Mitte des Platzes befindet sich ein kreisförmiger Brunnen mit 40 Metern Durchmesser, den der Landschaftsarchitekt Gustav Lange schuf. Seit 2023 ist der Abriss des seit langem trocken gefallenen und vermüllten Brunnens geplant. 
Auf dem zur Freifläche der DZ Bank gehörenden Teil des Platzes befand sich eine als Wasserkunstwerk gestaltete Wand aus massiven Steinquadern, die den Platz auf rund 50 Metern zur Berliner Allee hin abgrenzte. Diese Freifläche wurde in den Jahren 2017 bis 2019 durch ein 54 Meter hohes Hotel-Hochhaus bebaut, das über eine Kapazität von 220 Betten verfügt und von der Steigenberger Hotels AG unter der Marke IntercityHotel betrieben wird. Die Steinwand wurde in diesem Zuge entfernt.
In Richtung Süden fällt der Blick auf das unter der Raschplatzhochstraße installierte Kunstwerk Hangover von Andreas von Weizsäcker. Richtung Westen fällt der Blick auf Hochhaus Lister Tor und den VW-Tower.
Auf dem Platz fand jährlich das Masala-Festival statt.

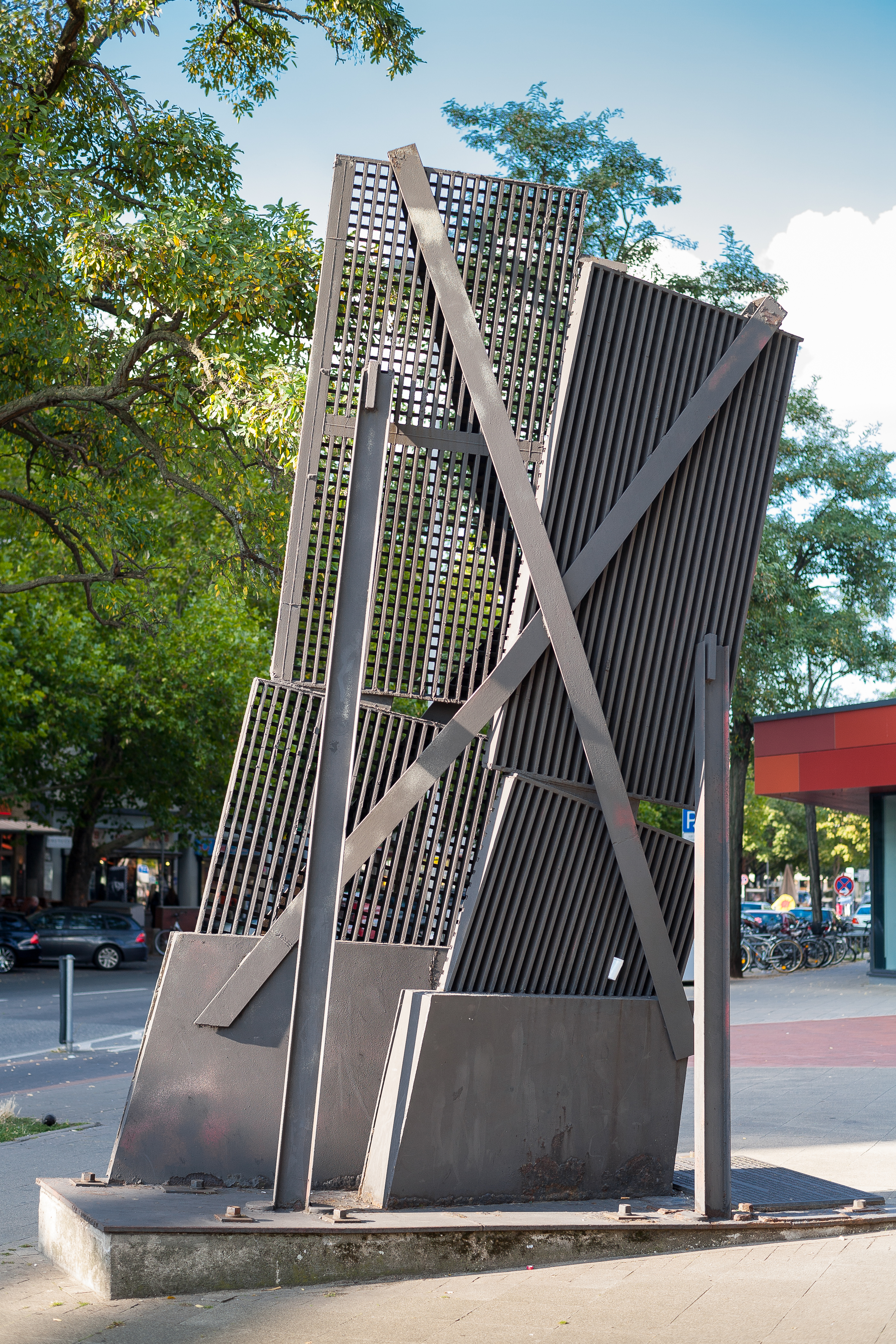
Mahnmal Gerichtsgefängnis im Westen des Platzes
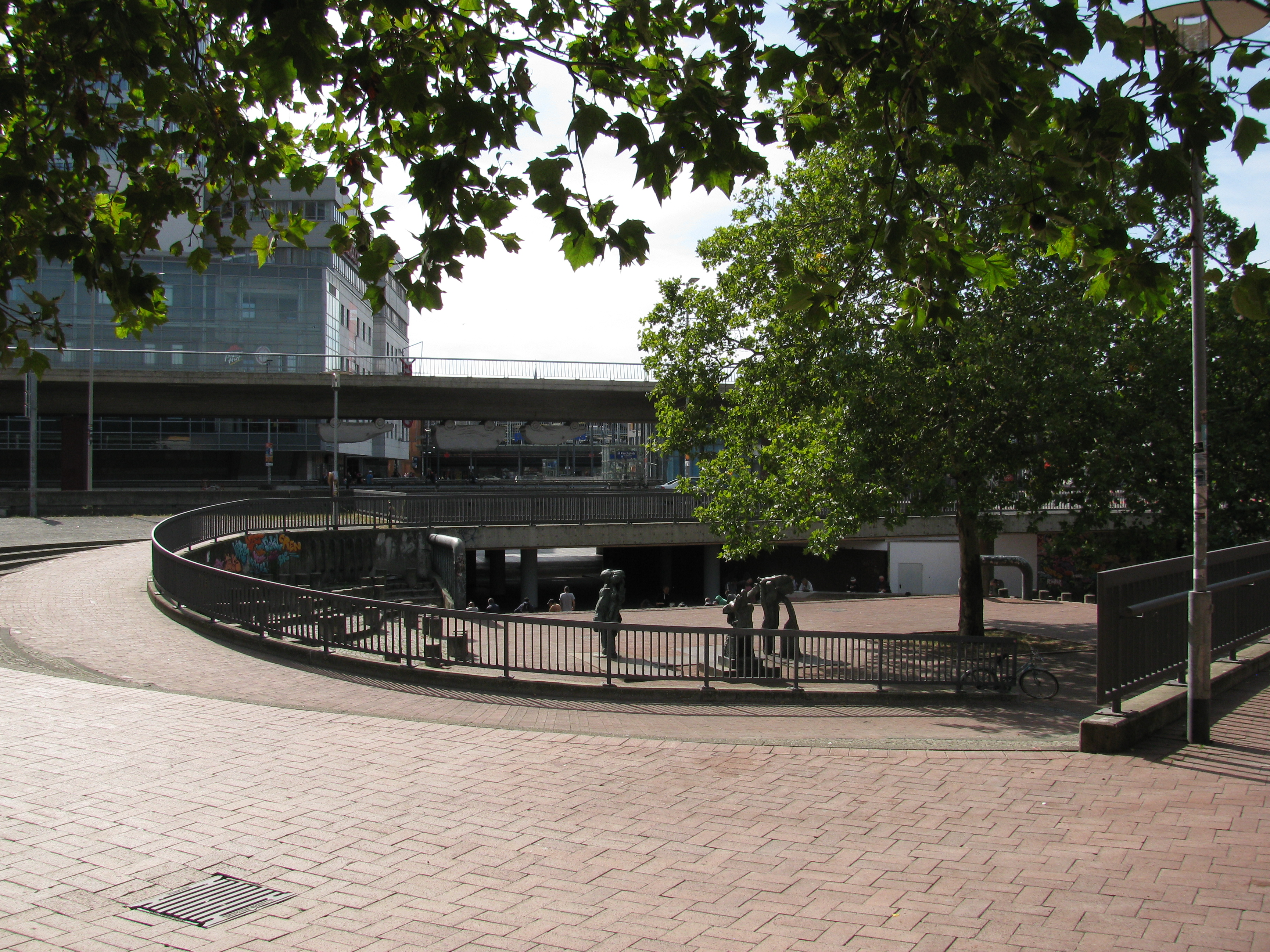
Abgang im Süden des Platzes in Richtung Hauptbahnhof
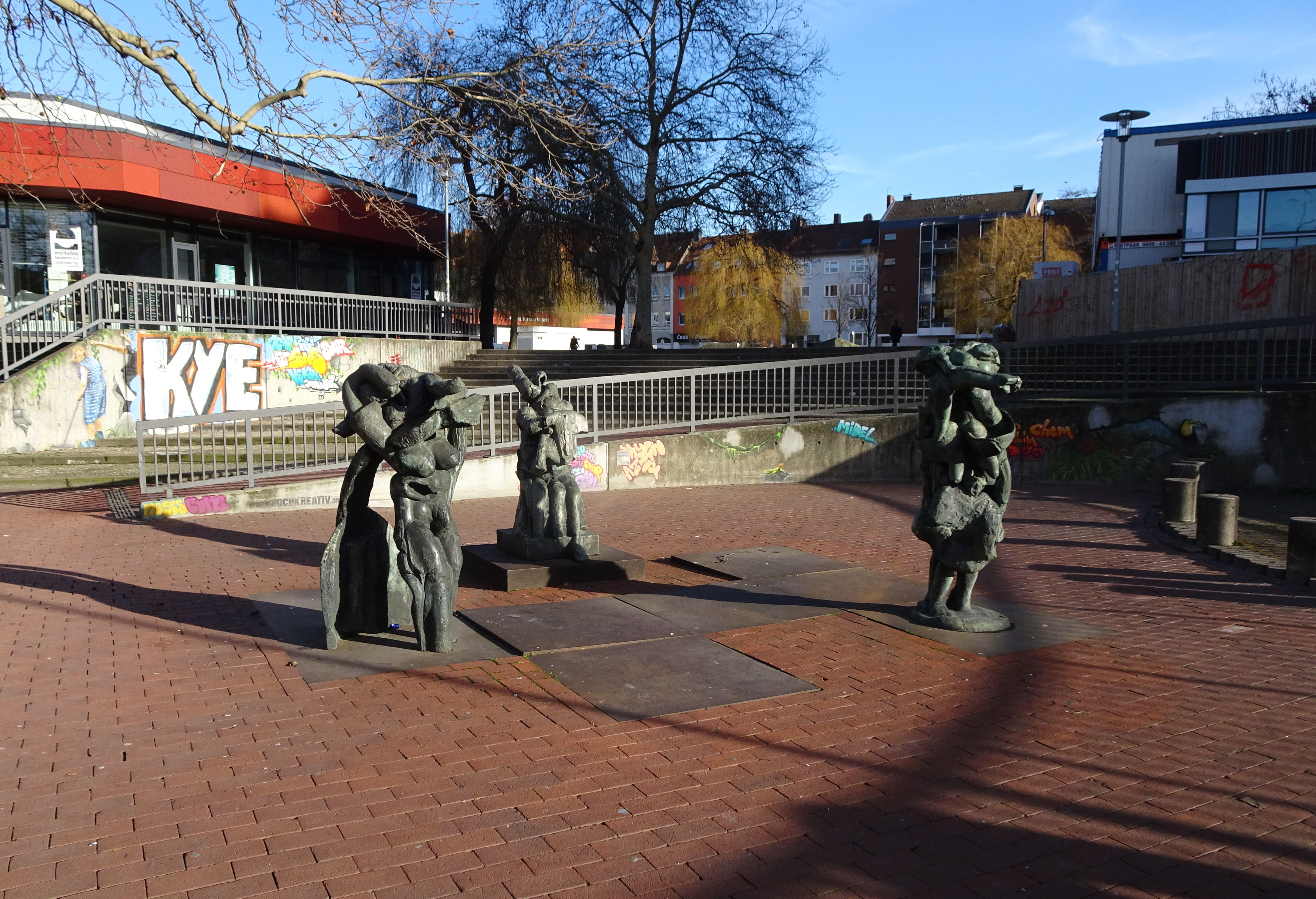
Skulpturengruppe: Die Frauen von Messina
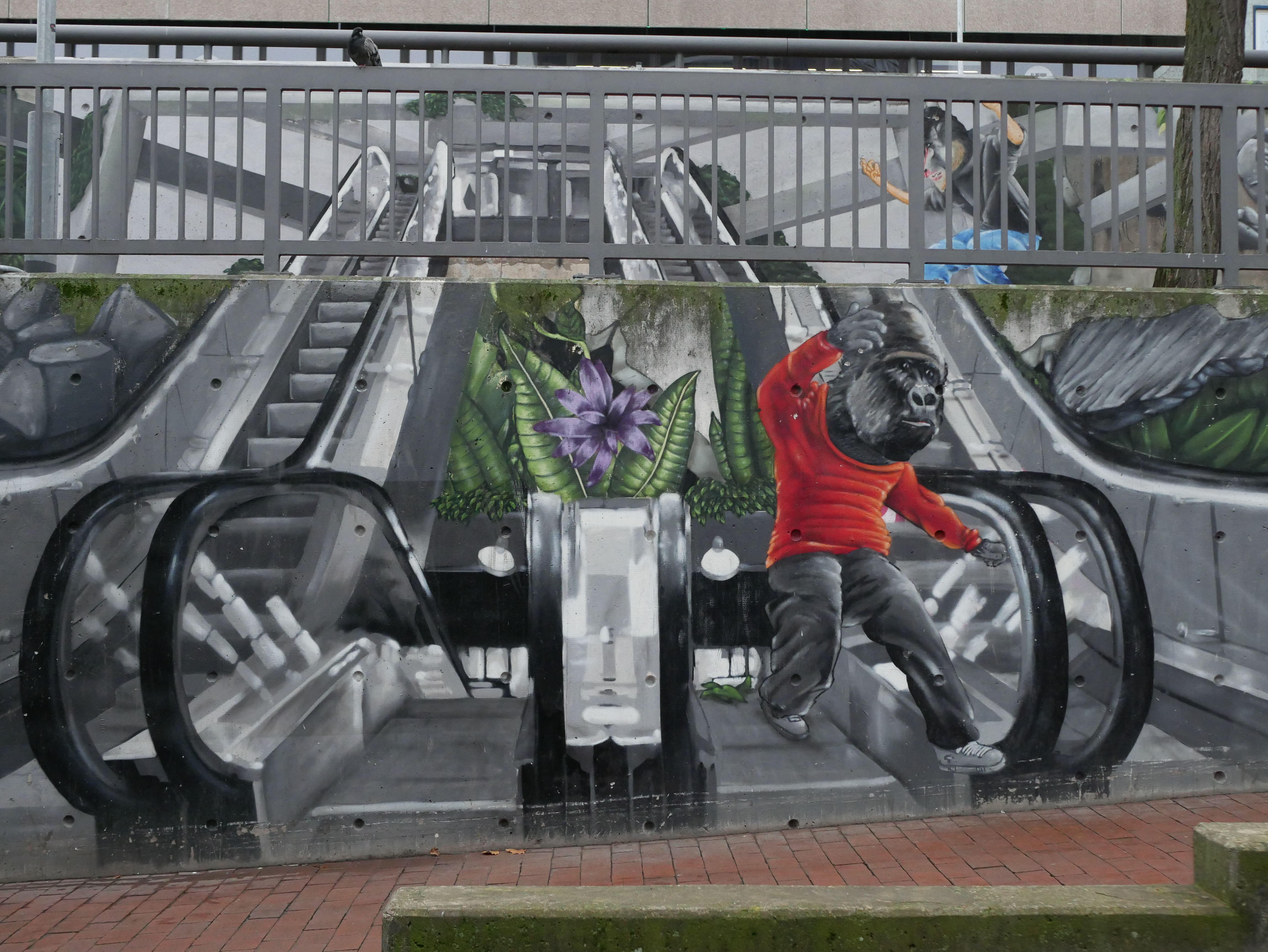
Rolltreppe: Graffiti Trompe-l’œil
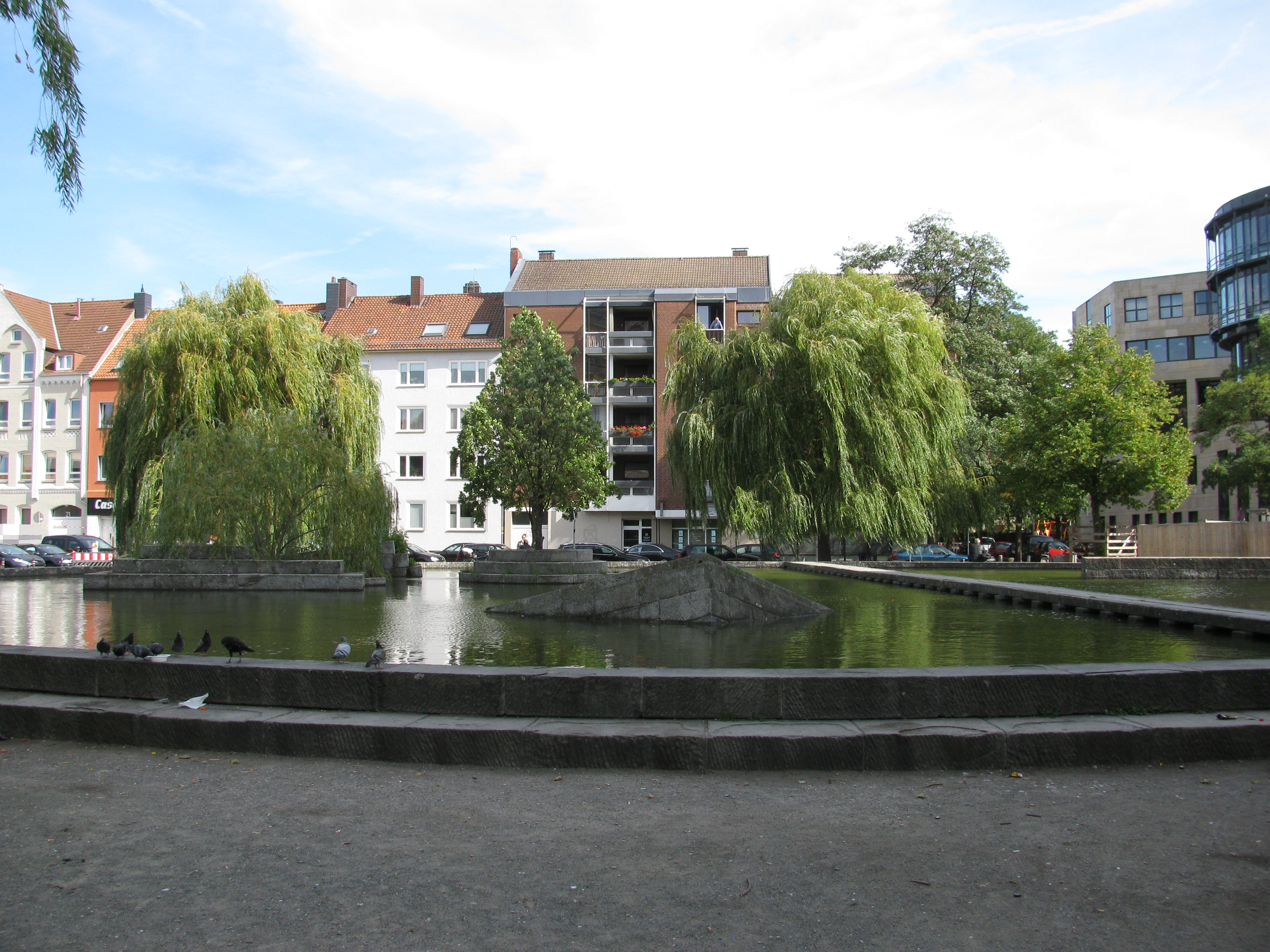
Brunnen von Gustav Lange
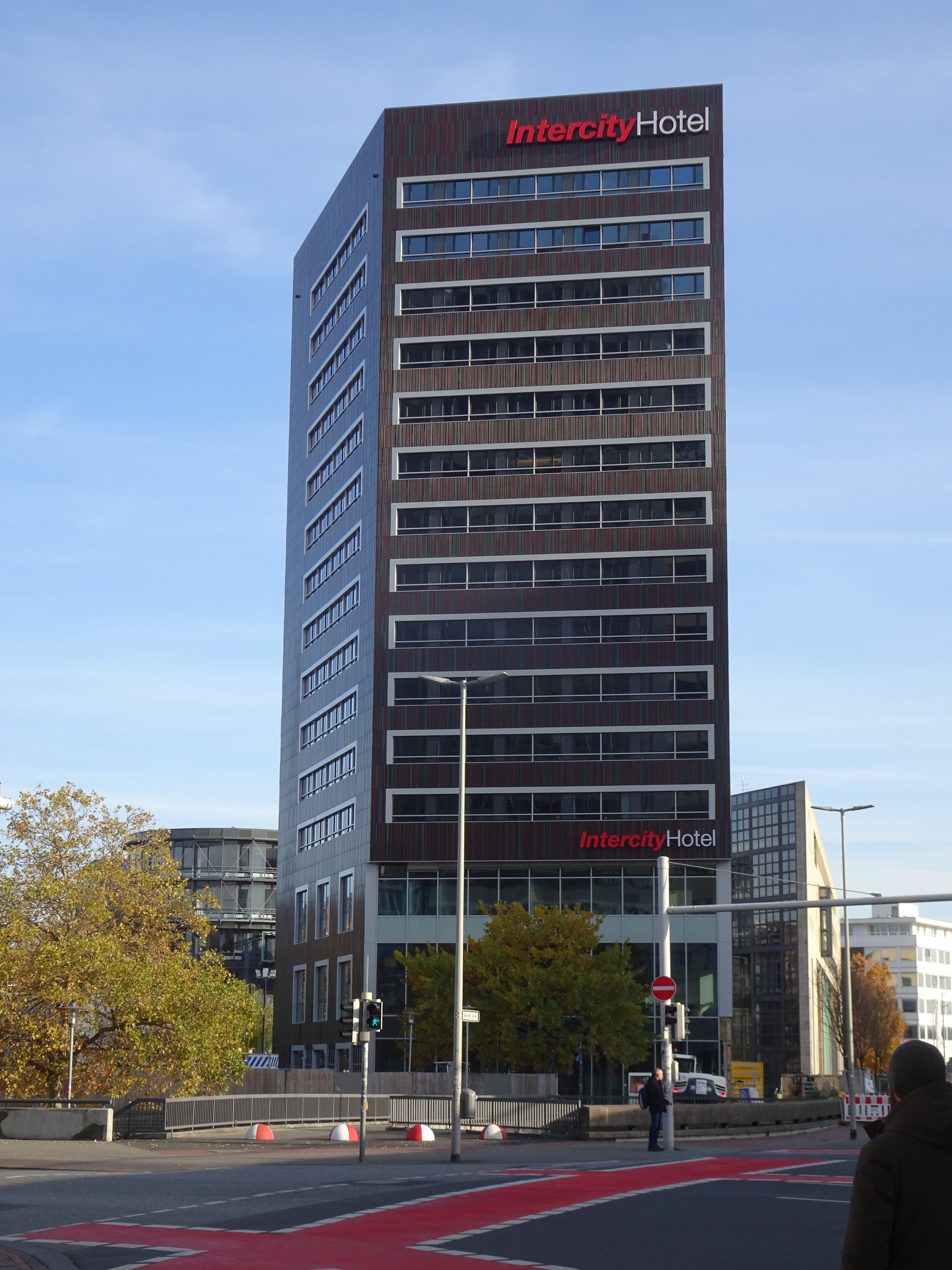
Intercity Hotel Hannover am Südrand des Platzes
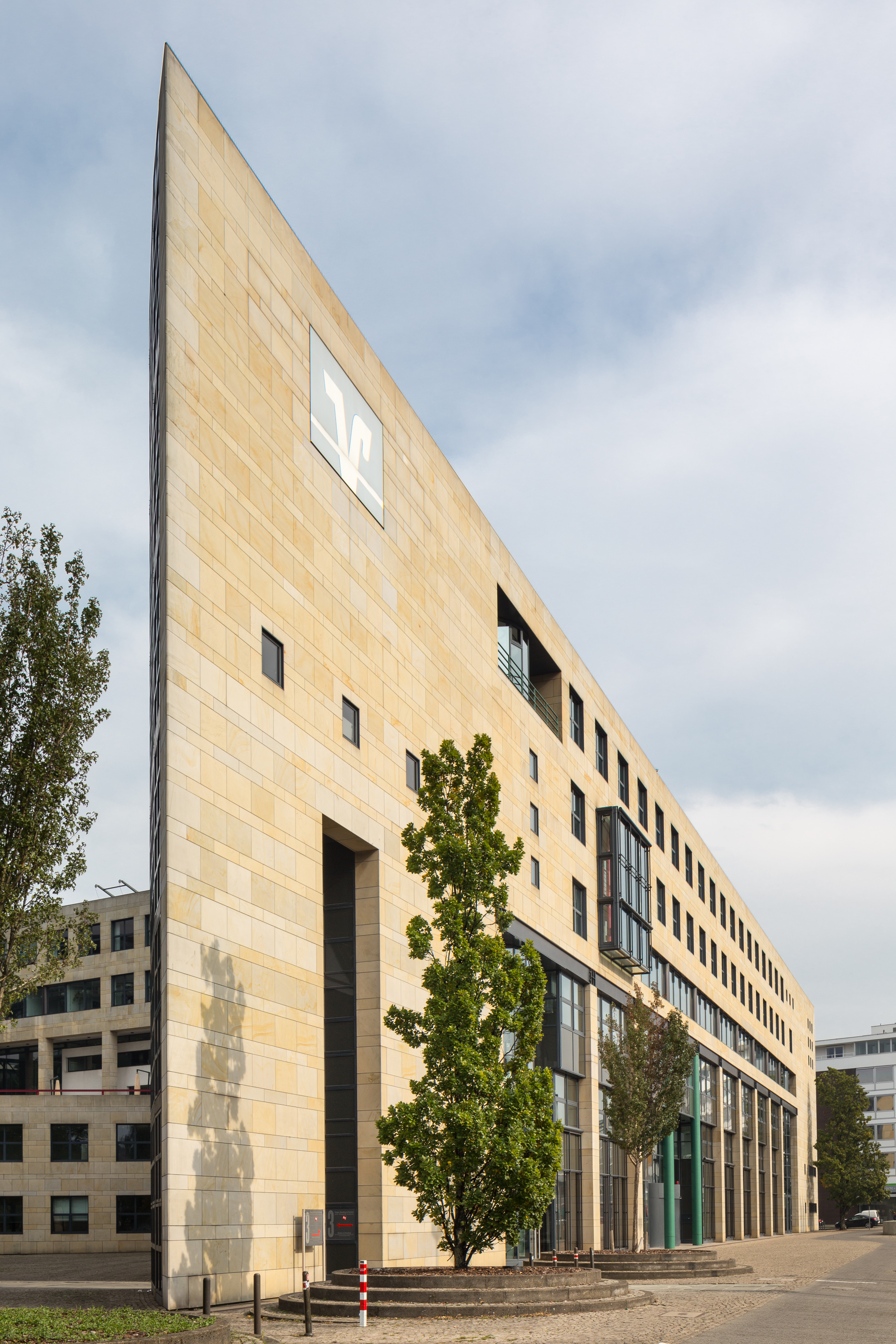
DZ Bank im Osten des Platzes
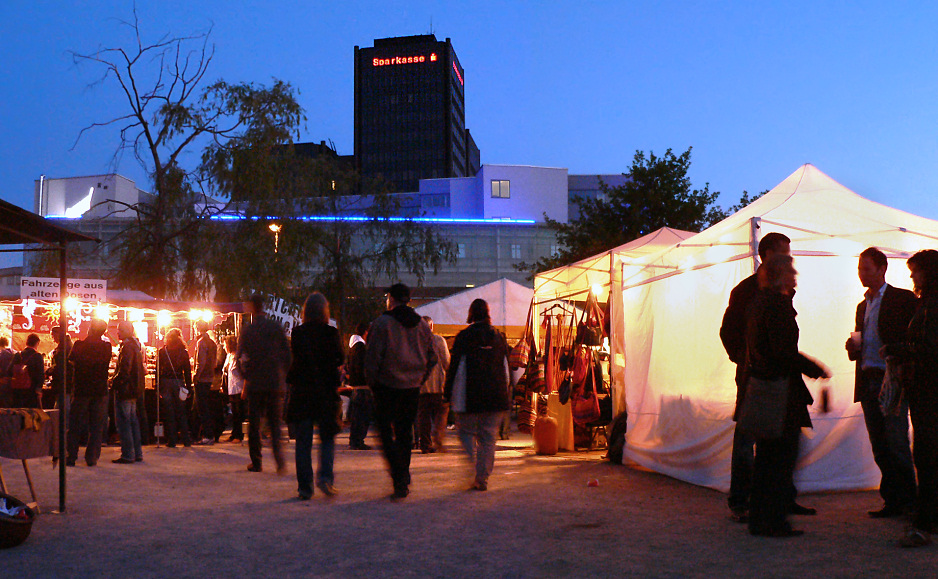
Markt während des Masala-Festivals